# Pascual Cucala
Pascual Cucala Mir (Alcalá de Chivert, Castellón, Communauté valencienne, Espagne, 1822 - Port-Vendres, France, 31 janvier 1892) fut un militaire carliste.

## Biographie
Fils d'un laboureur aisé, qui pratiquait également le commerce du bétail, il se consacrait au travail des champs, lorsqu'en 1872, on mit sous séquestre sa propriété. À partir de ce moment, il a rassemblé un groupe de quatorze hommes, appelé de la manta avec lequel il a rejoint le maquis.
Avec l'avènement de la Ire République, il a renforcé considérablement sa troupe et commença ses courses dans le Maestrazgo, territoire qu'il connaissait parfaitement.
Il se fit remarquer par son habileté à éviter les affrontements directs avec les forces de l'armée et par l'activité de guérilla qu'il a poursuivie, détruisant des lignes de chemin de fer, des lignes de télégraphe, interceptant des courriers et percevant des contributions dans tous les villages des nombreuses provinces où s'étendaient ses actions.
Il partageait la domination du Maestrazgo avec Joaquín Santés, tout spécialement au début de la Troisième Guerre Carliste quand se faisaient rares les troupes libérales qu'ils affrontaient à Valence. Il menait également des actions en Catalogne lorsque cela lui convenait. Il obtint le grade de brigadier dans l'armée carliste.
Il occupa Segorbe, Sagonte, Borriana, Villarreal, Onda, Almassora, Borriol et il arriva même aux portes de Castelló de la Plana. Il s'empara temporairement de Tortosa, Xàtiva et Alcoi, et il se distingua lors de l'action d'Oristà, lors de laquelle il évita que furent faits prisonniers don Alphonse-Charles de Bourbon et doña Marie-Béatrice de Habsbourg-Lorraine-Este, son épouse.
Durant l'été 1873, il revint dans le Maestrazgo, traversant le pont de la voie ferrée à Tortosa sous une pluie de balles. Il mit à sac la province d'Alicante et, avec Santés, il tint en échec, près de Xàtiva et avec seulement 6 000 hommes, le brigadier José Arrando Ballester, en faisant de nombreux prisonniers.
Avec José Escudé Claramunt, il arriva aux portes de Valence. Avec Palacios, il a presque réussi à s'emparer de Liria. Il a assisté à la prise de Cuenca. Acculé par les forces du brigadier Emilio Calleja en 1873, à Minglanilla, il fut gravement blessé, mais une fois guéri, il reprit le commandement de son groupe. À Minglanilla, il a mérité les applaudissements de son supérieur, Palacios, alors que Santés fut révoqué.
On peut donner comme exemple de ses chevauchées, celle menée le 20 décembre 1874, quand il partit de Chelva, passa par Xàtiva, Ontinyent, Alcoy et Almansa, malmenant tous ces villages, et le 29, il était déjà de retour a Chelva.
Rejoint par la cavalerie libérale dans la campagne de Yecla, il forma le carré avec ses hommes et il réussit à se retirer en bon ordre, sans que les charges ne désorganisent la formation. Il attaqua Vinaròs, avec Valdés, se battit à Monlleó, en juin 1875, sous les ordres de Antonio Dorregaray. C'est seulement quand furent vaincues les troupes carlistes du Centre et lorsque les désertions se furent multipliées dans ses rangs, qu'il décida qu'était venu le moment d'abandonner la résistance et qu'il se replia en France, où il résida jusqu'à sa mort le 31 janvier 1892 à Port-Vendres.